# Janez Krstnik
Janez Krstnik (starocerkvenoslovansko Іоаннъ Крестѧи), zadnji izraelski starozavezni prerok, mučenec in svetnik, * 6–2 pr. n. št., † okoli 30.
Janez Krstnik je znan kot prerok, ki mu je bilo dano osebno srečati Jezusa in ki ga je ljudem predstavil kot mesijo. Njegovo poslanstvo je bilo pripraviti ljudi na Jezusov nastop z oznanjevanjem spreobrnjenja in krščevanjem.

## Življenje Janeza Krstnika
Janez Krstnik je bil sin tempeljskega duhovnika Zaharije in Elizabete. Elizabeta je bila sorodnica Jezusove matere Marije, torej je bil Janez Jezusov sorodnik, po prepričanju nekaterih kristjanov kar bratranec. Po Evangeliju po Luku je bilo Janezovo rojstvo povezano s čudežem in vnaprej oznanjeno po nadangelu Gabrijelu. Luka poroča tudi, da je bil Janez dobrih pet mesecev starejši od Jezusa (Lk 1,36-38).
Ko je bil že odrasel, je Janez začutil v sebi Božji klic. Odpravil se je v puščavo, kjer je živel kot puščavnik: oblačil se je v kameljo kožo, jedel pa je kobilice in med divjih čebel. Hodil je po vsej jordanski pokrajini in ljudi pozival, naj se spreobrnejo in poboljšajo. Ostro je kritiziral tiste, ki so se samo na zunaj delali poštene in pravične. Tiste, ki so se res sklenili poboljšati, pa je krstil v reki Jordanu (Mt 3,1-12).
Krst (potapljanje v vodo) je starodavni simbol očiščevanja: ljudje, ki so se dali Janezu krstiti, so hoteli s tem simboličnim dejanjem pokazati, da se odrekajo vsej nečistosti svojega poprejšnjega življenja in da bodo odslej živeli drugače. Tudi Jezus se je prišel krstit k Janezu in tako pokazal, da začenja novo poglavje v svojem življenju (Mt 3,13-17). Iz tega obreda izvira tudi krščanski krst, ki so ga pozneje opravljali Jezusovi učenci.
Janez Krstnik je zbral okoli sebe večjo skupino učencev. Nekateri od njih so kasneje prestopili k Jezusu in postali njegovi učenci, od njih pa je poimensko znan samo apostol Andrej. Sveto pismo navaja, da so bili pozneje Jezusovi učenci uspešnejši, saj so krstili več ljudi kot Janez (Jn 4,1-3).
Zgodovinar Jožef Flavij poroča, da je dal Janeza Krstnika usmrtiti kralj Herod Antipa, da bi tako zatrl judovski upor. Sveto pismo podaja nekoliko drugačno zgodbo z več podrobnostmi: Kralj Herod se je poročil s Herodiado, ki pa je bila že pred tem poročena s Herodovim bratom, kraljem (tetrarhom) Filipom. Janez je to dejanje ostro obsodil, Herod pa je zato Janeza vtaknil v ječo. Malo pozneje je Herod praznoval rojstni dan in priredil veliko gostijo. Herodiadina hči Saloma je s svojim plesom Heroda tako navdušila, da ji je obljubil, da ji bo dal za nagrado karkoli si zaželi, četudi bi to bilo pol kraljestva. Mati Herodiada jo je pregovorila, da naj zahteva glavo Janeza Krstnika na pladnju. Herod sicer Janeza ni nameraval usmrtiti, saj je rad poslušal njegove nauke, čeprav so ga pogosto spravljali v mučen položaj. Kljub temu je ustregel tej čudaški želji in ukazal Janeza obglaviti. Nato so truplo brez glave izročili Janezovim učencem, da so ga pokopali. O Janezovi smrti so obvestili tudi Jezusa (Mt 14,1-12).
Janezova verska skupnost je ostala aktivna tudi še po Janezovi smrti. Po nekaterih virih so se Janezovi učenci sčasoma pridružili Jezusovim učencem – prvim kristjanom; po drugih virih pa se da sklepati, da sta bili to še dolgo dve ločeni skupini, ki sta si bili v nekem smislu celo konkurenčni.

## Čaščenje
Janeza Krstnika zelo častijo vse glavne Cerkve. Za večino kristjanov pomeni Janez Krstnik stično točko med Staro in Novo zavezo. Pogosto se ga šteje za zadnjega preroka Stare zaveze, po drugi strani pa je Janez tisti, ki je pripravil pot Jezusu.
Janez Krstnik goduje 24. junija po katoliškem in po pravoslavnem koledarju. Godovni dan predstavlja obletnico njegovega rojstva. Ta dan se med Slovenci imenuje »kres« ali »kresni dan«, saj je marsikje v navadi, da na ta dan kurijo kresove. Pregovor »Ob kresi se dan obesi« nas spominja na dejstvo, da se po poletnem sončevem obratu dnevi začnejo krajšati.
Spomin na smrt Janeza Krstnika se praznuje 29. avgusta po katoliškem in po pravoslavnem koledarju. Praznik se uradno imenuje »mučeništvo Janeza Krstnika«, med ljudmi pa je znan tudi kot praznik »Janez brez glave«.
23. septembra je v katoliškem koledarju god Janezovih staršev, svetega Zaharije in Elizabete, v pravoslavnem koledarju pa je na ta da praznik »spočetje Janeza Krstnika«.
V Sloveniji mu je posvečenih kar 85 rimskokatoliških cerkva, kar ga uvršča na 4. mesto po številčnosti (za sveto Marijo, svetim Nikolajem in sveti Križem), in ena pravoslavna cerkev obglavljenja Janeza Krstnika, Bojanci.